# Paul Bial de Bellerade
Pour les articles homonymes, voir Bial de Bellerade.
Paul Bial de Bellerade est un militaire et archéologue français né le 17 décembre 1820 à Collonges en Corrèze et mort le 20 février 1903 à Toulouse.

## Biographie
Paul Bial naît à Collonges en 1820. Il a une sœur aînée et une cadette. Leur père, Jean-Pierre, est un officier corrézien blessé à quatre reprises dans les campagnes napoléoniennes et qui a terminé sa carrière au grade de lieutenant-colonel, décoré de la Légion d’honneur par l’Empereur lui-même. La mère, Marie Thérèse Malepeyre, est originaire de Brives. Jean-Pierre a acheté une propriété près de Meyssac (un village dont il est le maire après sa retraite militaire) et s’y est fait construire une vaste habitation, nommée Bellerade.

### Carrière militaire
Embrassant lui aussi la carrière des armes, Paul Bial intègre l'École polytechnique en 1840. Après l'École d'application de l'artillerie et du génie il est affecté au 6e puis au 5e régiment d'artillerie en 1844. En décembre 1850 il est promu capitaine, puis nommé en 1855 aux forges de l'Est à Besançon.
Impliqué dans l'expédition de Crimée contre la Russie avec le 4e régiment d'artillerie, il prend part à la prise de Sébastopol. Ses faits d'armes lui valent la Légion d'honneur en 1856.
De retour en France, il enseigne les principes de fortification à l'école d’artillerie de Besançon puis à celle de l'État-Major. Après avoir été promu chef d'escadron en 1867, il combat en 1870 à Reischoffen, Bazeilles (où il repousse une charge de uhlans dirigée contre ses canons) et Sedan. Fait prisonnier par les Prussiens il est interné à Wiesbaden du 2 septembre 1870 au 10 avril 1871. Il est promu en 1871 au rang d'officier de la Légion d'honneur et mis en retraite de l’armée en mars 1877.

### Carrière scientifique
Après sa retraite, Bial devient ingénieur de l'État à Espalion, puis enseigne les mathématiques à Toulouse.
Il se passionne pour l'archéologie celtique et gallo-romaine. Il procède notamment à des fouilles de tumulus au Puy d'Issolud et s'intéresse à la question de la localisation d'Alésia. Au gré de ses affectations, il appartient à plusieurs sociétés savantes d'envergure régionale, comme la Société d'émulation du Doubs et la Société scientifique, historique et archéologique de la Corrèze.
Il meurt à Toulouse le 20 février 1903. Il est alors veuf de Alide-Marie Beynet qu'il avait épousée le 16 août 1866 et laisse un fils et deux filles.

## Décorations
- Chevalier de la Légion d'honneur le 26 avril 1856[1],[2] ;
- Officier de la Légion d'honneur le 31 mai 1871[2],[1] ;
- Médaille de Crimée ()[1] ;
- Médaille de la valeur de Sardaigne ()[1].

## Publications
- Uxellodunum, Mémoires de la Société d'émulation du Doubs, 1859 ;
- La Vérité sur Alise-Sainte-Reine, lettre à M. Alphonse Delacroix, 1861 ;
- Note sur la fouille d'un tumulus au Puy-d'Ussolud (Uxellodunum), 1863 ;
- Chemins, habitations et oppidum de la Gaule au temps de César : Chemins celtiques, 1864 ;
- Histoire de la civilisation celtique, 1865 ;
- Forges antiques dans le Jura, 1866 ;
- Formes et dimensions des camps romains au temps de César, 1867 ;
- Encore un mot sur Roche de Vic, Bulletin SSHA Corrèze, 1894 ;
- Encore un mot sur Tintignac, Bulletin SSHA Corrèze, 1895 ;
- La chaise du Diable, Bulletin SSHA Corrèze, 1896 ;
- Leodunum, ou le Puy de Vézy, monographie de Collonges (Corrèze), 1896 ;
- La dame verte, légende collongeoise, L'Indépendant, 1899.